# São Sebastião nas Catacumbas (título cardinalício)
O Título cardinalício de São Sebastião nas Catacumbas foi instituido pelo Papa João XXIII em 30 de dezembro de 1960. Sua igreja titular é San Sebastiano fuori le mura.

## Titulares protetores
- Ildebrando Antoniutti (1962-1973)
- Sebastiano Baggio (1973-1974)
- Johannes Willebrands (1975-2006)
- Lluis Martinez Sistach (2007-)